# Mina Lavender
La mina Lavender  (en inglés: Lavender Pit, que significa hoyo o pozo Lavender) es una antigua mina a cielo abierto de cobre de Estados Unidos, localizada cerca de Bisbee, en el condado de Cochise, Arizona. La mina Lavender fue nombrada en honor de Harrison M. Lavender (1890–1952), quien como vicepresidente y gerente general de la Phelps Dodge Corporation, concibió y llevó a cabo este plan para hacer rentable la roca de baja ley de cobre del área y convertirla en mineral de cobre comercial. Anteriormente el mineral se explotaba subterráneamente en la famosa mina de cobre Copper Queen Mine, propiedad también de la Phelps Dodge Corporation y de la que está mina formó parte.

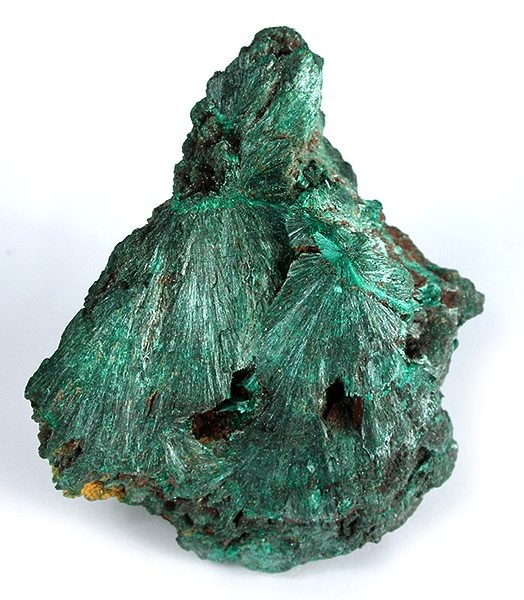
Un espécimen de Brochantita de la mina Lavender

La Phelps Dodge Corporation abrió la mina Lavender en el año 1950, en el lugar en que anteriormente estaba la mina Sacramento Hill, de mayor ley. La producción hasta 1974 ascendió a 86 millones de toneladas de mineral, con un promedio  de alrededor del 0,7% de cobre, o cerca de 600.000 toneladas producidas de cobre, con oro y plata como subproductos. Fueron excavados alrededor de 256 millones de toneladas de residuos, pero una porción de estos fue lixiviada con ácido para obtener el cobre adicional. La turquesa fue también un subproducto de esta actividad minera. La turquesa de Bisbee, también conocida como Bisbee Blue, es una de las mejores turquesas que se pueden encontrar en cualquier parte del mundo. Las actividades mineras en el pozo terminaron en 1974. El yacimiento sin desarrollar de Cochise, que se encuentra inmediatamente al norte de la mina Lavender, contiene unas reservas estimadas de 190 millones de toneladas de roca que contienen un 0,4% de cobre soluble en ácido, que puede ser explotado en el futuro.
Debido a la roca competente, este pozo tiene los lados mucho más pronunciados que otras minas a cielo abierto de cobre en la zona suroeste. El foso tiene una superficie de 1,2 km², y se encuentra a 274 m de profundidad y a una altitud de 1.506 m. Grandes cantidades de toneladas de roca volcado se arrojaron alrededor de Bisbee, sobre todo al norte del barrio residencial de Warren y en otras partes del área sudeste  de las montañas Mule. Este material de excavación y el gran agujero abierto de la mina son antiestéticos y poco populares para los muchos turistas y residentes, pero era típico de las prácticas mineras de la época.